# Madonna (album)
Madonna je prvi studijski album ameriške pevke Madonne. Izdan je bil 27. julija 1983 pod okriljem založbe Warner Bros. Records. Madonna je po celem svetu prodala več kot 10.000.000 le-teh.